# TJB 뉴스 (1210)
TJB 뉴스 (1210)는 매일 낮 12시 10분에 방송되는 TJB의 낮 시간대 뉴스 프로그램이다.

## TJB의 다른 뉴스 프로그램
- TJB 8 뉴스
- TJB 아침뉴스
- TJB 뉴스 (1400)

## 같이 보기
- TJB
- SBS 12 뉴스